# Halmășd
Halmășd – wieś w Rumunii, w okręgu Sălaj, w gminie Halmășd. W 2011 roku liczyła 1084 mieszkańców.